# Jean-Baptiste Rey

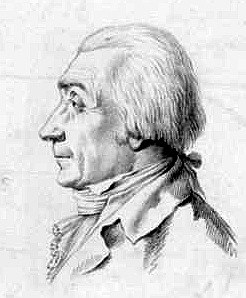
Jean-Baptiste Rey

Jean-Baptiste Rey (* 18. Dezember 1734 in Lauzerte, Quercy; † 15. Juli 1810 in Paris) war ein französischer Komponist, Dirigent und Operndirektor.

## Leben und Wirken
Jean-Baptiste Rey erhielt seine musikalische Ausbildung als Chorknabe in der Abtei Saint-Sernin in Toulouse. Im Alter von 17 Jahren wurde er Kapellmeister an der Kathedrale von Auch, wegen Unstimmigkeiten mit dem Kapitel blieb er dort aber nur drei Jahre. Anschließend war er Orchesterleiter an der Oper von Toulouse, dann in Marseille, Bordeaux und Nantes. 1776 wurde er nach Paris berufen, um dort Aufführungen der Werke von Gluck und Piccini zu leiten. Daraufhin wurde Rey Assistent von Louis-Joseph Francœur (1692–1745), dem damaligen Direktor der Académie royale de musique (Pariser Oper). Er folgte 1781 Francœur als Direktor der Oper. Rey war der letzte Kapellmeister, der wie Jean-Baptiste Lully den Dirigierstock benutzte.
1779 wurde Jean-Baptiste Rey „maître de musique de la chambre du roy“ von Ludwig XVI. In der Zeit von 1781 bis 1785 dirigierte er auch das Orchester des Concert Spirituel.
1788 vervollständigte Rey die Oper Arvire et Evelina seines Freundes Antonio Sacchini, die dieser vor seinem Tod nicht vollendet hatte. Mehrere Motetten bezeugen Reys Können als Komponist.
Die Französische Revolution beraubte ihn all seiner Privilegien, dennoch zeigte er sich anpassungsfähig. 1792 wurde er Verwaltungsratsmitglied der Pariser Oper, außerdem gehörte er zu den ersten Professoren des Pariser Konservatoriums, wo er nach den Prinzipien Rameaus unterrichtete. Unter seinen Schülern war François-Joseph Fétis, dem die Nachwelt die meisten Informationen über Reys Leben verdankt. 1802 wurde er wegen fachtheoretischer Querelen mit einigen Kollegen von dieser Tätigkeit suspendiert. Dennoch ernannte ihn Napoleon zu seinem „maître de musique de chambre“. 1809 später warf ihn der plötzliche Tod seiner Tochter aus der Bahn, er verstarb in Verbitterung nur wenige Monate später im Alter von 76 Jahren.